# 가모 세이메이
가모 세이메이(일본어: 蒲生 晴明, がもう せいめい, 1954년 4월 5일 ~ )는 일본의 핸드볼 선수, 감독이다. 현역 시절에 1976년 하계 올림픽, 1984년 하계 올림픽에 일본 국가대표로 참가했으며, 아시안 게임에서 은메달 1개, 아시아 선수권 대회에서 금메잘 2개, 은메달 1개를 획득했다. 은퇴 후엔 지도자가 되어 1992년부터 1999년까지 일본 핸드볼 국가대표팀 감독을 맡았다. 
도쿄도에서 태어났다. 주오 대학 부속 고등학교을 졸업한 후, 주오 대학에 입학했고, 대학 시절인 1974년부터 일본 핸드볼 국가대표로 발탁되었다. 대학 졸업 후 다이토 특수강의 실업 핸드볼팀인 다이토 특수강 피닉스에 입단하여 공격 부분 역대 최고 득점자가 되었다. 